# Tegnelærer
Tegnelærer er en person, der underviser elever i at tegne og skitsere i hånden - herunder tegneteknikker, tegnematerialer, tegning efter model, og alle praktiske tegnekundskaber som skyggelægning eller gengivelse af perspektiv. 
Tegnelærere var gerne ansat af den europæiske adel, hvor kunstnerisk udfoldelse som tegning var forholdsvis nem at lære og en yndet hobby. Samtidig var det at have råd til at have en tegnelærer ansat til sine børn tegn på høj økonomisk status. 
Tegnelærere var der også brug for i mange praktiske fag, hvor man skal skitsere eller tegne modeller og planer, herunder byggeindustri, arkitektur, byplanlægning, skrædder, osv. 
I gamle dage ville mange fine kunstnere ofte ernære sig ved at være tegnelærere i starten af deres karriere, hvis de ikke tjente regelmæssigt indkomst ved at skabe deres egne værker.
Nu om dage er tegning i hånden et kundskab, der er forældet til fordel for teknologisk fremskridt, det vil sige tegning udført med grafiske computerprogrammer eller tegne-tablets.  
Dog kan tegnelærere stadig være ansatte på mellemskoler med kreative fag, men også helt konkrete videregående uddannelser, hvor tegning i hånden stadig bruges, såsom arkitekt, grafisk designer eller tøj-designer. Samtidig kan man opleve tegnekurser med tegnelærere på aftenskoler og andre skoler, hvor man kan lære tegning som en uforpligtende hobby.